# Lumel
Lumel Spółka Akcyjna – polski producent aparatury kontrolno-pomiarowej oraz dostawca usług systemów automatyki przemysłowej i montażu kontraktowego elektroniki.
Przedsiębiorstwo powstało w Zielonej Górze 7 listopada 1953, jako Zielonogórskie Zakłady Wytwórcze Mierników Elektrycznych A-21. W 1958 zostało przemianowana na Lubuskie Zakłady Aparatów Elektrycznych Lumel.

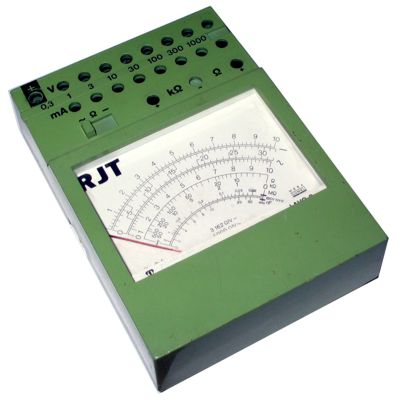
Multimetr analogowy Lavo 2

W 1969 ruszyła produkcja pierwszego polskiego multimetru Lavo 1, zastąpionego w okresie późniejszym przez modele Lavo 2 i Lavo 3. Przez długi czas multimetry Lavo 3 były najczęściej spotykanymi multimetrami w Polsce.
W 1997 przedsiębiorstwo państwowe zostało przekształcone w jednoosobową spółkę skarbu państwa.
18 lipca 2011 dokonano procesu prywatyzacji poprzez sprzedaż 85% akcji spółce indyjskiej Rishabh Instruments Pvt Ltd.
9 marca 2016 dokonano podziału firmy na dwie odrębne spółki:
- Lumel S.A. ul. Sulechowska 1, 65-022 Zielona Góra (zakład zajmujący się produkcją urządzeń automatyki przemysłowej i usługami w obszarze systemów automatyki i energetyki oraz EMS),
- Lumel Alucast Sp. z o.o. ul. Słubicka 1, 65-127 Zielona Góra (zakład zajmujący się produkcją precyzyjnych odlewów ciśnieniowych, projektowaniem i wykonawstwem form i narzędzi oraz usługami w zakresie obróbki mechanicznej (CNC) i powierzchniowej dla klientów z branży motoryzacyjnej, automatyki i innych)[3].

## Główne obszary działalności
- pomiar prądu, napięcia stałego (boczniki, mierniki analogowe, mierniki cyfrowe, mierniki cyfrowe z bargrafem, przetworniki pomiarowe)
- pomiar prądu, napięcia przemiennego (przekładniki prądowe, mierniki analogowe, mierniki cyfrowe, mierniki parametrów sieci jedno i 3-fazowych, przetworniki pomiarowe)
- Rejestracja (rejestratory analogowe i cyfrowe, mierniki i przetworniki pomiarowe z wewnętrzną pamięcią, oprogramowanie)
- pomiar temperatury i wilgotności (czujniki temperatury, sondy oraz przetworniki temperatury i wilgotności)
- Pomiar mocy, energii, harmonicznych
- Regulacja i sterowanie procesami
- Produkcja obrotomierzy do silników spalinowych (Leyland SW-400, później Andoria) stosowanych m.in. w Autosanach H-9

## Dodatkowe informacje
W 2003 została wydana obszerna monografia pt. Historia „Lumelu” autorstwa dr hab. inż. Zdzisława Tarnowskiego. Przedstawia ona proces rozwoju fabryki od chwili założenia do czasów współczesnych.